# Quercus xalapensis
Espèce
Quercus xalapensis est une espèce de plantes à fleurs de la famille des Fagaceae, du sous-genre Quercus et de la section Lobatae, du chêne rouge d'Amérique du Nord, d'Amérique centrale et du nord de l'Amérique du Sud. C'est un arbre présent au Mexique et en Amérique centrale.

## Distribution et habitat
Il est endémique d'Amérique, où il grandit entre 1000 et 2200 m d'altitude, en Amérique du Nord au Mexique dans les états d'Oaxaca, du Chiapas, de Puebla, de San Luis Potosí et de Veracruz, et en Amérique centrale au Guatemala, au Honduras, au Nicaragua et au Salvador.
Il est menacé à cause de la destruction de son habitat.

## Description
Quercus xalapensis est un arbre qui grandit jusqu'à 10-30 m en hauteur et, au niveau du tronc, de 45 à 150 de diamètre. L'écorce est âpre, grise, obscure, épaisse. Les branches mesurent 1 à 3 mm de diamètre.

## Taxonomie
Quercus xalapensis a été décrite par Humboldt et Bonpland, et publiée dans l'ouvrage Plantae Aequinoctiales 2: 24, pl. 75. 1809.
Étymologie
Quercus est le nom générique latin que désignait également le chêne et l'yeuse (ou Chêne vert).
xalapensis est l'épithète géographique que fait allusion à sa localisation, du nom de la ville mexicaine de Xalapa.
Synonyme
- Quercus cupreata Trel. & C.H.Müll.
- Quercus cupreata f. serrata Trel. & C.H.Müll.
- Quercus huitamalcana Trel.
- Quercus paxtalensis C.H.Müll.
- Quercus runcinatifolia f. alata Trel. & C.H.Müll.
- Quercus sartorii Liebm.
- Quercus sartorii f. magna Trel.
- Quercus serra Liebm.
- Quercus sierramadrensis C.H.Mull.
- Quercus tenuiloba C.H.Mull.
- Quercus tenuiloba f. gracilis C.H.Mull.
- Quercus tenuiloba f. hirsuta C.H.Mull.
- Quercus vexans Trel[3],[4].